# Tabidia
Tabidia é um gênero de mariposa pertencente à família Crambidae.